# Roland Tual
Pour les articles homonymes, voir Tual.
Roland Tual, né le 10 novembre 1902 dans le 12e arrondissement de Paris, et mort le 29 août 1956 à Saint-Cloud, est un producteur de cinéma et réalisateur français.
Marié en premières noces à Colette Jéramec, la fille d'un riche industriel parisien, il épousa ensuite la productrice et réalisatrice Denise Piazza, connue également sous le nom de Denise Tual.
Très proche des surréalistes, il fut l'ami du peintre André Masson dans les années 1920.
Il avait des intérêts financiers dans le périodique Monde.

## Filmographie
Directeur de production
- 1932 : Fantômas de Paul Fejös
- 1938 : Mollenard de Robert Siodmak
- 1938 : La bête humaine de Jean Renoir
- 1939 : La Loi du nord de Jacques Feyder
- 1941 : Remorques de Jean Grémillon
- 1945 : L'Espoir d'André Malraux et Boris Peskine d'après l'œuvre d'André Malraux

Producteur
- 1941 : Le pavillon brûle de Jacques de Baroncelli
- 1942 : Lettres d'amour de Claude Autant-Lara
- 1945 : L'Espoir d'André Malraux et Boris Peskine d'après l'œuvre d'André Malraux
- 1950 : Ce siècle a cinquante ans de Roland Tual, Denise Tual et Werner Malbran

Réalisateur
- 1942 : Le Lit à colonnes
- 1944 : Bonsoir mesdames, bonsoir messieurs
- 1950 : Ce siècle a cinquante ans de Roland Tual, Denise Tual et Werner Malbran

Directeur artistique
- 1932 : Fanny de Marc Allégret